# Damnation and a Day
Damnation and a Day är ett konceptalbum av Cradle of Filth, utgivet den 25 mars 2003. Det är gruppens första och enda album på skivbolaget Sony. 
Cradle of Filth hade på detta album god nytta av sin väl tilltagna budget och skapade ett ambitiöst, över 75 minuter långt epos. Albumets låtar bygger till viss del på John Miltons Det förlorade paradiset (Paradise Lost).
Skivan är uppdelad i fyra delar "Fantasia Down", "Paradise Lost", "Sewer Side Up" och "The Scented Garden". Varje del representerar en viss musikstil, och olika källor av inspiration.
Musikvideon till låten "Babalon A.D. (So Glad for the Madness)" målar upp en skräckvision av ondska och mänsklig förnedring. Videon är inspirerad av Pier Paolo Pasolinis film Salò, eller Sodoms 120 dagar från 1975.

## Låtförteckning
I. Fantasia Down
1. "A Bruise Upon the Silent Moon" – 2:03
2. "The Promise of Fever" – 5:58
3. "Hurt and Virtue" – 5:23
4. "An Enemy Led the Tempest" – 6:11

II. Paradise Lost
1. "Damned in Any Language (A Plague on Words)" – 1:58
2. "Better to Reign in Hell" – 6:11
3. "Serpent Tongue" – 5:10
4. "Carrion" – 4:42

III. Sewer Side Up
1. "The Mordant Liquor of Tears" – 2:35
2. "Presents From the Poison-Hearted" – 6:19
3. "Doberman Pharaoh" – 6:03
4. "Babalon A.D. (So Glad for the Madness)" – 5:36

IV. The Scented Garden
1. "A Scarlet Witch Lit the Season" – 1:34
2. "Mannequin" – 4:27
3. "Thank God for the Suffering" – 6:13
4. "The Smoke of Her Burning" – 5:00
5. "End of Daze" – 1:24

## Singlar
- "Babalon A.D. (So Glad for the Madness)" (3 mars 2003)
- "Mannequin" (2 december 2003)

## Musiker
- Dani Filth – sång
- Paul Allender – gitarr
- Martin Powell – keyboard, violin, gitarr
- Dave Pybus – bas
- Adrian Erlandsson – trummor
- Sarah Jezebel Deva – bakgrundssång